# Інгвар Лухаяєр
Інгвар Лухаяєр (ест. Ingvar Luhaäär, псевдоніми Valev Mirtem, Ülev Valder, Tõivelemb Vallak, нар. 29 липня 1945) — естонський письменник.

## Життєпис
Закінчив Тартуський університет зі спеціальності історія (1970). Два роки відпрацював учителем у Камб'є. З 1972 по 1978 рік співпрацював у газеті «Сяде», органі естонського комсомолу. Був активістом та керівником різних поетичних клубів.
Як поет дебютував у 1966 році, в Естонії у 1960-х роках з'являлося багато молодих поетів. Його вірші були оцінені з обережністю, подекуди було вказано на «риму заради рими», хоча його «щирість» хвалили. Згодом опублікував кілька томів віршів та романів, які не викликали інтересу у критики. Більша частина його пізніших робіт була присвячена еротизму і сексуальності і залишала бажати кращого, так що, за словами одного з критиків, виникло питання про те, якою мірою «все це пов'язано з літературою».
Виступає з націоналістичних позицій (вимагає переходу естонською мовою навчання у всіх школах Естонії тощо).
У 2012 році опублікував роман «Muname lahing. Ajalooline jutustus sellest, mis oleks juhtunud, kui Eesti oleks 30-ndail aastail tsiselt kaitseks valmistunud ja vene agressioonile otsustavalt vastu astunud» («Битва за Мунамяе. Історична розповідь про те, що сталося б, якби в Естонії 1930-х серйозно підготувалися до захисту від російської агресії») в жанрі альтернативної історії — на думку автора естонський уряд у 1930-і роки очолює Артур Сірк, і під його керівництвом естонські війська здобувають перемогу у війні з СРСР (При цьому нареченою Сірка фантастичним чином стає відома естонська письменниця Айра Кааль).

## Онлайнпосилання
Eesti biograafiline andmebaas ISIK